# Памятник Г. В. Плеханову (Санкт-Петербург)
Памятник Г. В. Плеханову — скульптурный монумент в Санкт-Петербурге, установленный в 1925 году у фасада Технологического института на Московском проспекте. Изготовлен по проекту скульпторов И. Я. Гинцбурга, М. Я. Харламова и архитектора Я. Г. Гевирца. Памятник посвящён деятелю российского и международного социал-демократического движения, философу Г. В. Плеханову. Это один из первых памятников, установленных в Санкт-Петербурге при советской власти. Он имеет статус памятника монументального искусства федерального значения.

## История
Вскоре после установления советской власти скульптор И. Я. Гинцбург приступил к работе над бюстом Г. В. Плеханова. В работе над монументом скульптор опирался на опыт личного общения с Плехановым в 1903—1904 годах в Швейцарии. Этот бюст планировалось установить перед Казанским собором. Именно там 6 декабря 1876 года состоялась политическая Казанская демонстрация, на которой выступал Г. В. Плеханов, бывший тогда студентом Горного института. При работе над бюстом у скульптора возникли сложности с материалом. Узнав об этом, В. И. Ленин обратился в Петроградский Совет: «Мне сообщают… что скульптор Гинцбург, изготовляющий бюст Плеханова, нуждается в материалах, глине и пр. …Нельзя ли дать приказ… присмотреть, налечь, проверить?». Благодаря поддержке Ленина, первоначальный проект был изменён, и вместо бюста была изготовлена двухфигурная композиция: Плеханов и рабочий. Уже в мае 1924 года временный гипсовый памятник был установлен у Казанского собора. В следующем году этот же памятник был отлит из бронзы: скульптура Плеханова на заводе «Красный выборжец», а скульптура рабочего — в литейной мастерской Академии художеств. Памятник, установленный на площади перед зданием Технологического института, был торжественно открыт 3 мая 1925 года.

## Описание
Памятник выполнен в традициях русского реалистического искусства. Он представляет собой двухфигурную композицию. На постаменте, опираясь на трибуну, стоит Плеханов, обращающийся с речью к рабочим. У подножия трибуны — скульптура рабочего, выполненная М. Я. Харламовым. Правой рукой рабочий опирается на постамент, где лежит молот, а в левой он держит знамя.
В памятнике нарушено масштабное соотношение фигур: скульптура Плеханова заметно больше скульптуры рабочего. Этот факт снижает художественное впечатление от работы.
Постамент выполнен из красного полированного гранита. На лицевой стороне надпись из накладных бронзовых букв: «Г. В. ПЛЕХАНОВ 1856—1918».